# Ben Selvin
Benjamin B. Selvin (New York, 5 maart 1898 – Manhasset, 15 juli 1980) was een Amerikaans bandleider uit de Tin pan Alley-periode. Hij was een van de productiefste muzikanten aller tijden: hij nam minstens 9000 nummers op en sommige schattingen gaan uit van 13.000 tot 20.000 plaatopnames. De plaat Dardanella was tot Rock Around the Clock van Bill Haley (1955) de bestverkochte plaat ooit in Amerika. Hij werd de Dean of Recorded Music genoemd.

## Biografie
Selvin was de zoon van Russisch-Joodse immigranten. Hij speelde op jonge leeftijd viool in Charles Strickland's Orchestra en debuteerde in 1913 op Broadway. In 1917 had hij zijn eerste orkest en in juli 1919 nam hij voor Victor zijn eerste plaat op, met zijn Novelty Orchestra: "I'm Forever Blowing Bubbles". Het nummer haalde meteen de eerste plaats op de hitparade. Ook "Mandy"/"Novelty One Step" haalde de top tien. De derde uitgekomen plaat, "Dardanella" (opgenomen in november dat jaar) werd een enorme knaller en stond vanaf februari 1920 dertien weken op de eerste plaats. De plaat verkocht uiteindelijk meer dan 5 miljoen exemplaren en 2 miljoen verkochte notenbladen: dit aantal verkochte platen werd pas door Bill Haley in 1955 overtroffen.

## Platen
Vanaf 1920 verschenen Selvins platen niet meer alleen bij Victor, maar ook bij Vocalion, Okeh Records, Paramount Records en Brunswick. Een hit voor Vocalion was "Yes! We Have No Bananas", gezongen door Irving Kaufman (2 weken op nr. 1). Daarna verschenen meer vocale nummers, onder meer gezongen door Ruth Etting en Annette Hanshaw. In 1925 verschenen zijn eerste tophits voor Columnbia Records: "Oh How I Miss You Tonight" (3 weken op 1) en "Manhattan" (vier weken), gevolgd door hits als "Blue Skies" (1927, 2 weken), "Happy Days Are Here Again" (1930, 2 weken) en "When It's Springtime in the Rockies" (1930, 3 weken). Vanaf 1927 was Selvin naast orkestleider en arrangeur ook A&R-directeur voor Columbia Records en zou dat tot 1934 zijn. Toen hij dit contract tekende, in november 1927, had hij naar schatting al 3000 songs opgenomen. Dit aantal nam in de jaren voor Columbia fors toe. Hij nam in zijn Columbia-periode onder tientallen namen op voor verschillende labels (Columbia, Okeh, Odeon, Parlophone, Harmony, Diva, Velvet Tone en Clarion). Onder de talloze platen die hij maakte zijn opnames van goed uitgevoerde popsongs met hotjazz-solo's van muzikanten als Manny Klein, Benny Goodman, Tommy Dorsey, Jimmy Dorsey, Joe Venuti, Eddie Lang en Bunny Berigan. Veel van die platen zijn nu zeer gewilde verzamelobjecten.

## Namen
Ben Selvins platen uit zijn Columbia-tijd verschenen onder talloze namen, waaronder:
- Ben Selvin & His Orchestra
- The Broadway Nightlites
- The Knickerbockers
- The Columbians
- The Cavaliers
- Barney Trimble and His Oklahomans
- Jerry Mason and His Californians
- The Harmonians
- Rudy Marlow and His Orchestra
- Earl Marlow and His Orchestra
- Columbia Photo Players
- Frank Auburn and His Orchestra
- Kolster Dance Orchestra
- Lloyd Keating and His Music
- Ed Lloyd and His Orchestra
- Ray Seeley and His Orchestra
- Sam Nash and His Orhestra
- Mickie Alpert and His Orchestra
- Johnny Walker and His Orchestra
- Chester Leighton and His Sophomores
- Wally Edwards and His Orchestra
- Roy Carroll and His Sands Point Orchestra
- Buddy Campbell and His Orchestra
- Golden Terrace Orchestra
- Bar Harbor Society Orchestra
- Ted Raph and His Orchestra
- Georgia Moonlight Serenaders
- Cloverdale Country Club Orchestra
- Ed Parker and His Orchestra

## Periode na Columbia
In 1935 werd Selvin ingehuurd door de firma Muzak Inc, waarvoor hij tien jaar zou werken. Hij richtte mede Majestic Records op en in september 1945 keerde hij terug bij Columbia, waar hij toezag op de opnamesessies met een jonge Frank Sinatra, alsook bijvoorbeeld Doris Day. Begin jaren vijftig werkte hij bij de muziekuitgeverij Southern Music en als A&R-man bij RCA. In oktober 1955 werd hij bij deze platenmaatschappij programmadirecteur, wat hij tot aan zijn pensioen in 1963 zou blijven.

## Record?
Er wordt geschat, dat Selvin meer dan 9000 nummers heeft opgenomen. Het Guinness Book of Records gaat zelfs uit van een aantal tussen de 12.000 en 20.000 opnames.

## Discografie
- Ben Selvin - 1924-1926: Sounds From the Roaring Twenties, Timeless, 2005
- Columbia House Bands: Ben Selvin, vol. 1 (opnames 1930-1932), Old Masters, 1995
- Columbia House Bands: Ben Selvin, vol. 2 (opnames 1929-1931), Old Masters, 1998
- Ben Selvin and His Orchestra, Old Masters, 1999
- Dardanella (opnames 1919-1931), ASV, 2000